# Clickair
Clickair byla španělská nízkonákladová letecká společnost, která měla základnu na letišti v Barceloně. Byla založena 1. listopadu 2006, zakládající společnosti byly Cobra, Iberia Líneas Aéreas, Iberostar, Nefinsa a Quercus Equity, přičemž každá vlastnila 20% akcí.
V červnu 2008 aerolinka oznámila, že se bude spojovat s leteckou společností Vueling. Fúze se společností Vueling byla dokončena 15. června 2009, po spojení společnost vystupuje pod názvem Vueling. V roce před ukončením provozu 2009 Clickair provozoval 23 letadel typu Airbus A320.
Z Prahy nabízel tento dopravce přímé lety do Barcelony.